# Leishmania donovani
Leishmania donovani es una especie de protozoo parásito intracelular que pertenece al género Leishmania, que causa la enfermedad leishmaniasis, en concreto Leishmaniasis visceral o kala azar, la forma más grave de la leishmaniasis. Infecta a fagocitos mono-nucleares y a células del bazo, hígado y médula ósea. La infección se transmite por especies de flebotomos (Phlebotominae, Psychodidae) de los géneros Phlebotomus, en el Viejo Mundo, y Lutzomyia, en Nuevo Mundo. Por lo tanto, el parásito es frecuente en todas las regiones tropicales y templadas, incluyendo África (sobre todo en Sudán), China, India, Nepal, el sur de Europa, Rusia y América del Sur. Es responsable de miles de muertes cada año y se ha extendido a 88 países, con 350 millones de personas en riesgo constante de infección y 0,5 millones de nuevos casos cada año. 
Leishmania donovani fue descubierta independientemente por dos oficiales médicos británicos: William Boog Leishman en Netley, Inglaterra, y Charles Donovan en Madras, India, en 1903. Sin embargo, la taxonomía correcta fue proporcionada por Ronald Ross. El parásito requiere dos huéspedes diferentes para un ciclo de vida completo, los seres humanos como el huésped definitivo y los flebótomos como huésped intermediario. En algunas partes del mundo son otros mamíferos, especialmente los caninos, los que actúan como reservorios. En las células humanas existe una forma amastigote pequeña, esférica y sin flagelos; mientras que se transforman en promastigote en los flebótomos. A diferencia de otros protistas parásitos son incapaces de penetrar directamente a la célula huésped y dependen de la fagocitosis. La secuencia del genoma de L. donovani obtenida desde el sureste de Nepal se publicó en 2011. 

## Descubrimiento
Una de las epidemias más antiguas conocidas de L. donovani (kala-azar, como se llamaba en hindi) fue conocido en la India después de la rebelión indígena de 1857. Sin embargo, el primer registro médico fue recogido en 1870 por funcionarios médicos británicos de Assam. En 1900, un soldado Inglés estacionado en Dum Dum, Bengala Occidental, murió a la Escuela de Medicina del Ejército en Netley, Inglaterra. La autopsia fue realizada por William Boog Leishman. Se procesa la muestra de tejido del bazo agrandado usando una técnica de tinción (ahora conocida como la tinción de Leishman) que acababa de desarrollar, y descubrió los protozoos parásitos mediante microscopía. Pero él erróneamente los consideró como tripanosomas degenerados, parásitos protozoarios ya conocidos en África y América del Sur. En 1903, Leishman publicó su descubrimiento de "tripanosomas en la India" en el British Medical Journal, que apareció el 11 de mayo. Otro funcionario médico británico Charles Donovan, que estaba sirviendo en el Servicio Médico de la India, había encontrado los parásitos en abril de ese año en el Hospital General de Gobierno en Madrás. Después de leer el papel Leishman, Donovan confirmó el 17 de junio que los parásitos (por entonces conocidos como "cuerpos de Leishman") eran sin duda los agentes causantes de kala-azar. Él escribió un comentario de su descubrimiento en relación a la de Leishman en la misma revista, que apareció el 11 de julio de 1903. Pronto surgió una controversia en cuanto a quien tal descubrimiento monumental debía ser acreditado. Donovan envió algunas de sus diapositivas a Ronald Ross, que en ese momento estaba en Liverpool, y a Alphonse Laveran en el Instituto Pasteur de París. Laveran y su colega Félix Mesnil identificaron el protozoo como un tipo de Piroplasmida sin serlo, y le dieron el nombre científico piroplasma donovanii. Fue Ross, que resolvió el conflicto de prioridad en el descubrimiento y correctamente identificado la especie como miembro de la novela de género Leishmania. Le dio el nombre popular de "cuerpos de Leishman-Donovan", y posteriormente la validez del binomio Leishmania donovani, por lo tanto se acreditó igualmente a los dos rivales.

## Morfología
Leishmania donovani es un organismo eucariota unicelular que tiene un núcleo bien definido y otros orgánulos celulares, incluyendo un cinetoplasto y un flagelo. Dependiendo de su huésped que existe en dos variantes estructurales, como sigue:
- Forma amastigote: encontrado en el fagocitos mononucleares y los sistemas circulatorios de los seres humanos. Es una forma intracelular y no móvil, siendo carente de flagelo externo. El corto flagelo está incrustado en el extremo anterior sin proyectar hacia fuera. Es de forma oval, y mide 3 hasta 6 micras de longitud y el 1-3 micras de ancho.

- Forma promastigote: se forma en el tracto alimentario de la mosca de arena. Es una forma extracelular y móvil. Es considerablemente más grande y más altamente alargada, la medición de 15-30 micras de longitud y 5 micras de ancho. Es en forma de huso, se estrecha en ambos extremos. Un largo flagelo (aproximadamente la longitud del cuerpo) se proyecta externamente en el extremo anterior. El núcleo se encuentra en el centro, y en frente de las cuales son cuerpo cinetoplasto y basal.[1][2][3]